# Айлсборо
Айлсборо (англ. Islesboro) — город, находящийся на нескольких островах, в округе Уолдо, штата Мэн, США. В 2010 году в городе проживало 566 человек. Айлсборо был инкорпорирован в конце XVIII века, после заселения рыбаками и фермерами.

## География

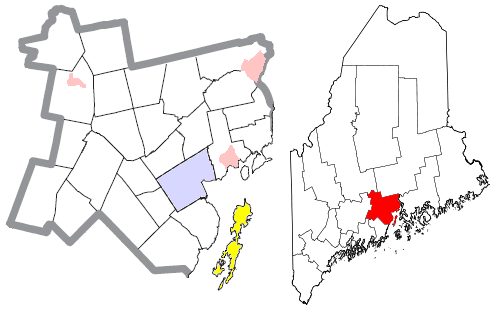
Расположение Айлсборо на карте округа и округа Уолдо на карте штата

Айлсборо — островной населённый пункт, он находится примерно в 5 км от города Линкольнвилл на побережье залива Пенобскот. Согласно бюро переписи населения США, общая площадь города — 178,40 км², из которых: 37,01 км² — земля и 141,39 км² (79,3 %) — вода. На территории города находится большой пруд Медоу.
Город находится на нескольких островах, главный из них — Лонг, имеет протяжённость 23 км в длину, более мелкие — Энсайн, Лайм, Сил, Рам, Уоррен, Спрус, Севен-Хандред-Акр, Джоб, Минот и Литл-Бермуда. Остров Уоррен является парком штата.

## История
Индейцы пенобскот называли остров Pitaubegwimenahanuk, что означало «остров, который лежит между двумя каналами». Населённый пункт изначально назывался «Плантация на острове Лонг», он был основан в 1769 году. 28 января 1789 года город был инкорпорирован как Айлсборо.

## Население
По данным переписи 2010 года население Айлсборо составляло 566 человек (из них 48,2 % мужчин и 51,8 % женщин), было 270 домашних хозяйства и 161 семья. Расовый состав: белые — 97,9 %, афроамериканцы — 0,7 %, коренные американцы — 0,2 %, азиаты — 0,2 и представители двух и более рас — 0,5 %.
Из 270 домашних хозяйств 46,7 % представляли собой совместно проживающие супружеские пары (12,6 % с детьми младше 18 лет), в 7,0 % домохозяйств женщины проживали без мужей, в 5,9 % домохозяйств мужчины проживали без жён, 40,4 % не имели семьи. В среднем домашнее хозяйство вели 2,07 человека, а средний размер семьи — 2,57 человека. В одиночестве проживали 34,4 % населения, 15,2 % составляли одинокие пожилые люди (старше 65 лет).
Население города по возрастному диапазону распределилось следующим образом: 17,3 % — жители младше 18 лет, 58,3 % — от 18 до 65 лет и 24,4 % — в возрасте 65 лет и старше. Средний возраст населения — 52,1 года. На каждые 100 женщин приходилось 93,2 мужчин, при этом на 100 совершеннолетних женщин приходилось уже 99,1 мужчин сопоставимого возраста.
В 2014 году из 595 трудоспособных жителей старше 16 лет имели работу 311 человек. При этом мужчины имели медианный доход в 37 212 долларов США в год против 30 714 долларов среднегодового дохода у женщин. В 2014 году медианный доход на семью оценивался в 63 125 $, на домашнее хозяйство — в 53 250 $. Доход на душу населения — 46 056 $. 9,9 % от всего числа семей и 11,2 % от всей численности населения находилось на момент переписи за чертой бедности.
Динамика численности населения:
|  |